# Régis Loisel

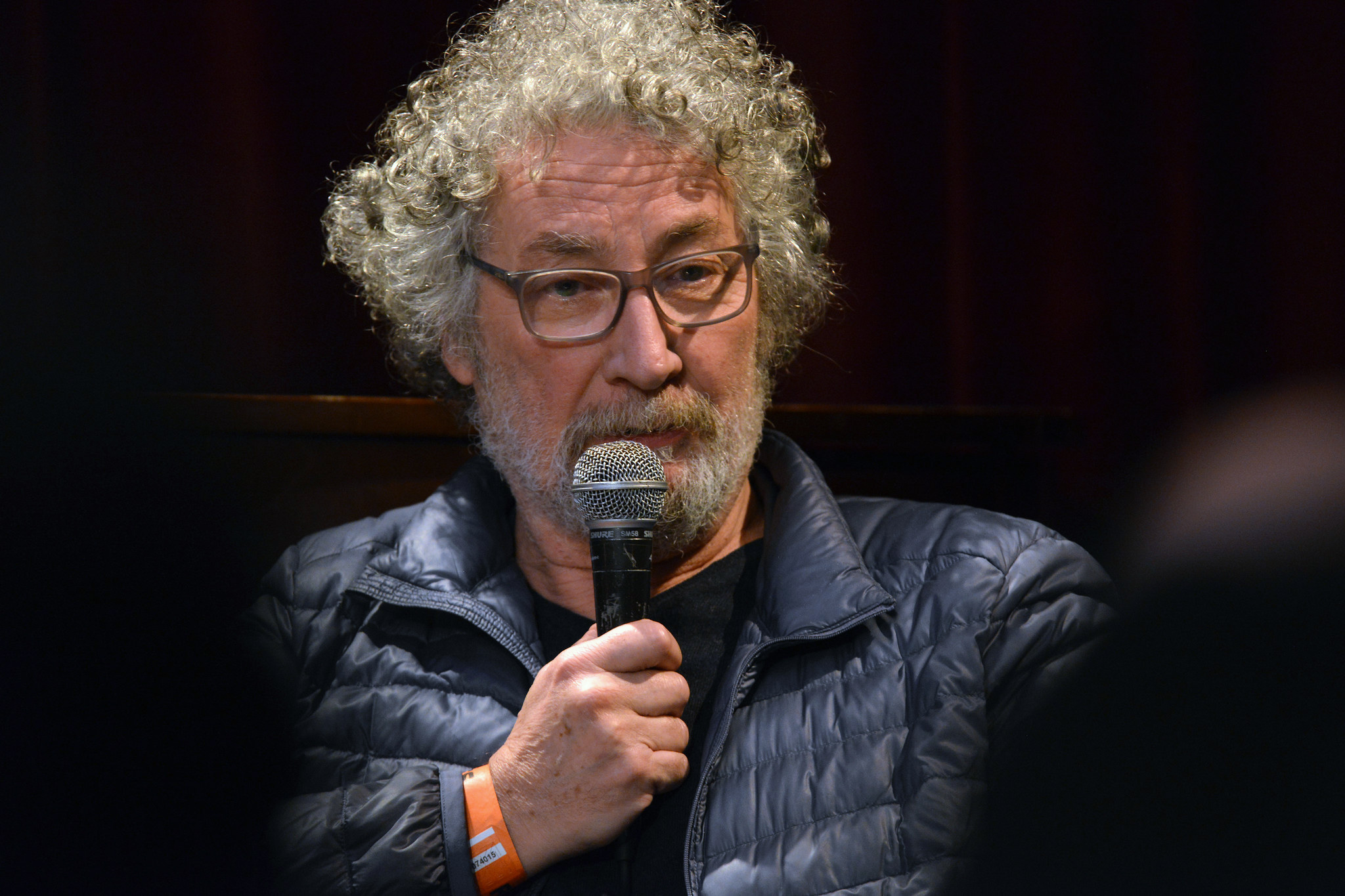
Régis Loisel, 2019

Régis Loisel (* 4. Dezember 1951 in Saint-Maixent-l’École) ist ein französischer Comiczeichner. Er wurde 1982 mit dem Beginn der Veröffentlichung des Fantasy-Vierteilers Auf der Suche nach dem Vogel der Zeit quasi über Nacht bekannt und zählt heute zu den international erfolgreichsten Comic-Künstlern.

## Werdegang
Loisel begann 1972 mit der Veröffentlichung eigener Zeichnungen in Zusammenarbeit mit verschiedenen Textern. Bereits Anfang der 1970er war er dem Zeichner und Szenaristen Serge Le Tendre in einem Comic-Zeichenkurs vorgestellt worden. Le Tendre wurde von Jean-Claude Mézières davon überzeugt, dass seine wahre Berufung im Schreiben liege. So entstanden bereits 1975 einige Seiten der Serie Auf der Suche nach dem Vogel der Zeit (im Original La Quête de l'oiseau du temps) im kurzlebigen Magazin Imagine.
Als Le Tendre Anfang der 1980er Jahre bei der Dargaud-Talentsuche entdeckt wurde, schlug er einen Neubeginn der Geschichte vor. Die Entscheidung für den Zeichner fiel nach einigem Hin und Her schließlich wieder auf Loisel. Die Erstveröffentlichung im Magazin Charlie Mensuel wurde ein überwältigender Erfolg. Der Verlag veröffentlichte die Geschichte in insgesamt vier Alben, die sich in hohen Auflagen verkauften und Loisel zum bekannten Zeichner machten.
1989 schloss Loisel einen Einzelband namens Freudenfeste (im Original Trouble Fêtes) an. Neben bereits veröffentlichten Illustrationen wurde eine erotische Erzählung von Rose Le Guirec in opulente Bilder umgesetzt. 1990 folgte der erste Band von Loisels zweiter erfolgreichen Serie Peter Pan. Erstmals übernahm er neben den Zeichnungen dabei auch das Szenario und vermischte dabei die Peter-Pan-Motive von Sir James Matthew Barrie mit der Figur des David Copperfield von Charles Dickens. Loisel zeichnete und textete diese Serie bis 2004 und veröffentlichte in dieser Zeit weitere Einzelalben als Szenarist und/oder Zeichner.
2006 erschienen die ersten beiden Bände seiner dritten großen Serie Das Nest (im Original Magasin Général). Hieran arbeitet er mit dem Künstler Jean-Louis Tripp zusammen. Bisher sind neun Bände erschienen.
Loisel lebt in Kanada und hat ein gemeinsames Atelier mit Tripp in Montréal.

## Einzelwerke
- Freudenfeste. 1999
- Pyrenea. 1999
- Norbert, die Eidechse. 2001
- Der Baum der zwei Frühlinge. 2005

## Serien
- Auf der Suche nach dem Vogel der Zeit (seit 1985, bisher 11 Bände)
- Peter Pan (1991 bis 2005, 6 Bände)
- Das Nest (seit 2007, bisher 9 Bände)
- Der Große Tote (2007 bis 2019, 8 Bände)

## Auszeichnungen
- 1991: Alph'art du Public beim Festival International de la Bande Dessinée d’Angoulême
- 1991: Gewinner des Festivals von Sierre
- 1991: Comic des Jahres
- 1992: Max-und-Moritz-Preis beim Comic-Salon Erlangen
- 1995: Alph’art du Public beim Festival International de la Bande Dessinée d’Angoulême
- 2003: Grand Prix de la Ville d’Angoulême